# Собор Святого Георгия (Саутуарк)
Метропольный собор Святого Георгия (англ. The Metropolitan Cathedral Church of St George) — католический собор архиепархии Саутуарка и кафедра архиепископа Саутуарка. Находится на Ламбет-роуд напротив Имперского военного музея в историческом районе Саутуарк, Большой Лондон. Собор был построен в 1848 году, серьёзно пострадал во время Второй мировой войны и был вновь открыт после реконструкции в 1958 году. Включён в список культурного наследия II* степени.

## История
Собор Святого Георгия был построен в 1848 году и открыт епископом (впоследствии кардиналом) Уайзмэном. До этого местные католики посещали небольшую часовню на Лондон-роуд, также посвящённую святому Георгию, но после прибытия в этот район ирландских иммигрантов, потребовалось более просторное помещение для проведения месс. В 1852 году, после восстановления католической иерархии в Англии, она стала одной из первых четырёх католических церквей в Англии и Уэльсе (и первой в Лондоне), получивших статус кафедрального собора после английской Реформации. Проект был разработан Огастесом Пьюджином, известным своей совместной работой с Чарльзом Бэрри над перестройкой Вестминстерского дворца в готическом стиле. Первой свадьбой, проведённой в соборе, было бракосочетание Пьюджина и его третьей жены Джейн 10 августа 1848 года.
Собор Святого Георгия был отреставрирован и обновлен шотландским церковным архитектором Фредериком Уолтерсом в 1888—1905 годах.
В октябре 1920 года в соборе Святого Георгия отслужили заупокойную мессу по ирландскому националисту Теренсу Максуини, лорду-мэру Корка, который умер во время голодовки в тюрьме Брикстон. Джон Лавери написал известную картину похорон, которая находится в коллекции Художественной галереи Кроуфорд в Корке.
Во время Второй мировой войны собор сильно пострадал во время бомбардировок Лондона, и службы пришлось перенести в соседний Амиго-холл, который на время стал прокафедральным собором. Основываясь на сохранившемся от Пьюджина каркасе здания, Ромилли Крейз реконструировал собор в стиле неоготики XX века; перестроенный собор был открыт в 1958 году. От оригинального собора сохранились две часовни и капелла Святого Причастия, спроектированная сыном Пьюджина Эдвардом в 1856 году. Оригинальный проект Пьюджина включал более высокие башни и шпиль, однако ни в XIX веке, ни при реконструкции финансирования для их возведения было недостаточного.
После реконструкции собор вновь стал главным храмом для местных католиков и принимал многих известных личностей, в том числе Далай-ламу (1998 год) и папу Иоанна Павла II (1982 год); папа изображён на одном из витражей собора.
До разрушения во время войны в соборе было два органа: один от Willis & Sons, а другой от Bishop & Son. Оба были уничтожены. В 1958 году они были заменены органом Джона Комптона. Позже комптоновский орган был модифицирован Эллисом Скотоном и Уитвеллом Грином.